# Château de Couzan
Pour l’article homonyme, voir château de Couzan (Vebret).
Le château de Couzan est une forteresse médiévale bâtie sur une butte granitique entre le XIe siècle et le XVe siècle, actuellement sur la commune de Sail-sous-Couzan. Cœur des possessions de la puissante famille de Damas, issus d'une branche cadette des sires de Semur (en Brionnais), le château faisait office de verrou stratégique sur l'une des anciennes routes de l'Auvergne. Il domine encore aujourd'hui les vallées du Lignon et du Chagnon, l'un de ses affluents.
Ruinée dès le XVIIe siècle, la forteresse sert tour à tour de prison à la Révolution puis de carrière de pierres. Elle est sauvée de la démolition définitive par son rachat en 1932 par son propriétaire actuel, la Diana.

## Historique

### Moyen-Âge
Apparentés à la famille de Semur, puissants feudataires possessionnés en Bourgogne, les Damas font souche en Forez à partir du XIe siècle. Difficile d'établir s'ils tenaient à l'origine leur fief de Cosant de manière allodiale : les Damas semblent avoir prêté hommage aux sires de Beaujeu au cours du XIIe siècle, ce qui fut source de conflits entre les comtes de Forez et les Beaujeu jusqu'au début du XIIIe siècle. D'après le traité de 1222, les Beaujeu renoncent au fief de Couzan qu'ils tenaient des comtes de Nevers. En 1224, la comtesse de Nevers relève les sires de Beaujeu de l'hommage pour Couzan sous conditions. À la suite de ce traité, les seigneurs de Couzan prêtent définitivement hommage aux comtes de Forez en 1227 : Renaud Damas reconnaît tenir son château en fief lige, mais reste vassal des comtes de Chalon et de Nevers. Humbert V de Beaujeu renonce définitivement au fief de Couzan en 1229.
Méfiants vis-à-vis de la fidélité des Damas et de l'accroissement de leurs possessions, les comtes mènent une politique d'encerclement de Couzan par l'hommage de vassaux tenant des places fortes comme Rochefort et Chalmazel, mais aussi par la fondation de nouveaux châteaux comme Cervières et probablement Marcilly.
Au XIVe siècle, les Damas de Couzan sont à l'apogée de leur puissance territoriale et politique. En 1380, ils reconnaissent tenir quatre châteaux en plus de Couzan (Sauvain, Chalain, Nervieux et Urbise) et trois maisons fortes dont celle de Boën. Le mariage d'Hugues Damas et d'Alice de la Perrière en 1326 leur apportent également la moitié du château de Roanne.
Le château passe dans les mains de la famille de Lévis en 1428 à la suite du mariage d'Eustache de Lévis avec Alice Damas, dernière héritière de la famille et dont le nom s'éteint avec elle : la maison prend désormais le nom de Lévis-Couzan.

### Époque moderne et contemporaine
À partir du XVIe siècle, les Lévis-Couzan ne semblent plus résider à Couzan et lui préfèrent le confort du château de Chalain d'Uzore, réaménagé dans le style Renaissance par Claude de Lévis-Couzan et agrémenté de jardins. Il y entretiennent un châtelain et des officiers, qui pour certains ne résident pas sur place.
Le château passe de mains en mains jusqu'à la Révolution (marquis de Saint-Priest puis les Luzy-Pellissac): il est déjà signalé en ruine dès 1656 ou 1658.
Il est racheté par la Diana à la famille Thy de Milly en 1932, après avoir bénéficié d'un classement aux monuments historiques en 1890.

## Description
Couzan est sans doute l'une des forteresses médiévales les plus impressionnantes du Forez encore visibles aujourd'hui, aux côtés de Montrond, Urfé et Cornillon.
Le château est composé d'un castrum primitif comprenant un donjon en partie sommitale, à partir duquel s'échelonne une succession de trois enceintes bien visibles sur la représentation de l'armorial de Guillaume Revel. Une première chronologie des constructions a pu être établie grâce aux travaux archéologiques menés depuis la fin des années 1990 par la Diana, en particulier dans la partie sommitale.
En partie haute, se trouve le premier castrum daté du XIe siècle et du XIIe siècle comprenant notamment trois tours : la tour dite des Damas (partiellement ruinée), une tour maîtresse circulaire et une tour-porche permettant l'accès au castrum. L'agrandissement successif du château au XIVe siècle est sans doute à mettre en relation avec l'accroissement du territoire des Damas, ainsi qu'à celui de leur fortune lié aux alliances matrimoniales et au service du prince.

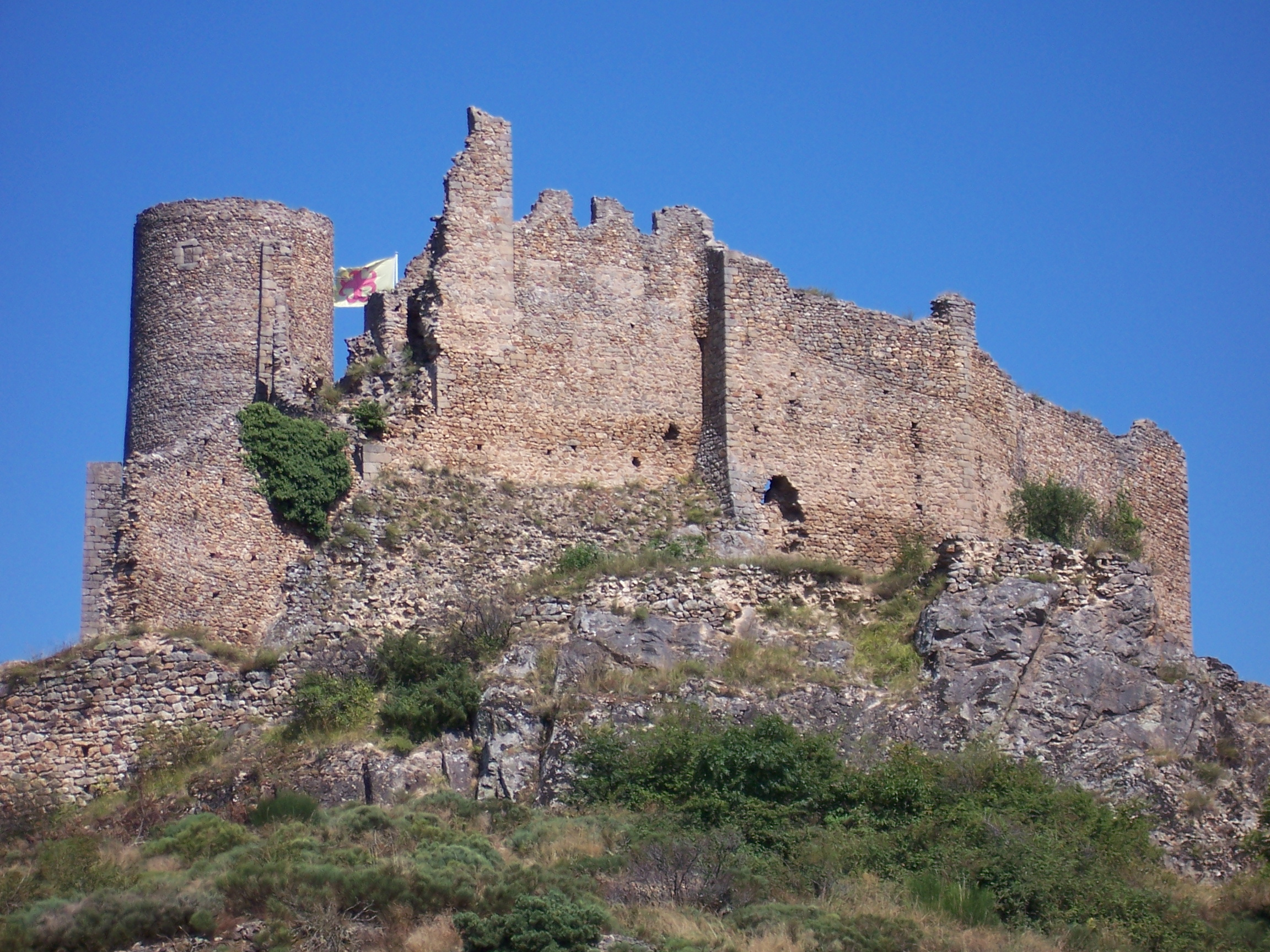
Façade est du château.

Malgré son importance, le château de Couzan n'est pas parvenu à susciter une agglomération importante à proximité immédiate : la chapelle Notre-Dame-de-Couzan, ancienne église paroissiale placée sous le vocable de Saint-Saturnin, témoigne cependant de l'existence d'un bourg déserté en grande partie au milieu du XVIe siècle. Le prieuré clunisien de Sail, en contrebas, a progressivement polarisé l'ensemble de l'habitat jusqu'à aujourd'hui : seules quelques maisons sont encore habitées près de la forteresse.
L'ancienne église paroissiale Saint-Saturnin, mentionnée dès le XIe siècle et de style roman, est aujourd'hui privée de sa nef, détruite pendant la Guerre de Cent Ans. Son chœur a été muré au XVIe siècle avec un accès par une porte comportant un encadrement en accolade. La chapelle est connue localement aujourd'hui pour abriter un bénitier daté du XIIIe siècle. Il semblerait que cet objet en pierre soit en réalité à l'origine une pierre à dîme.

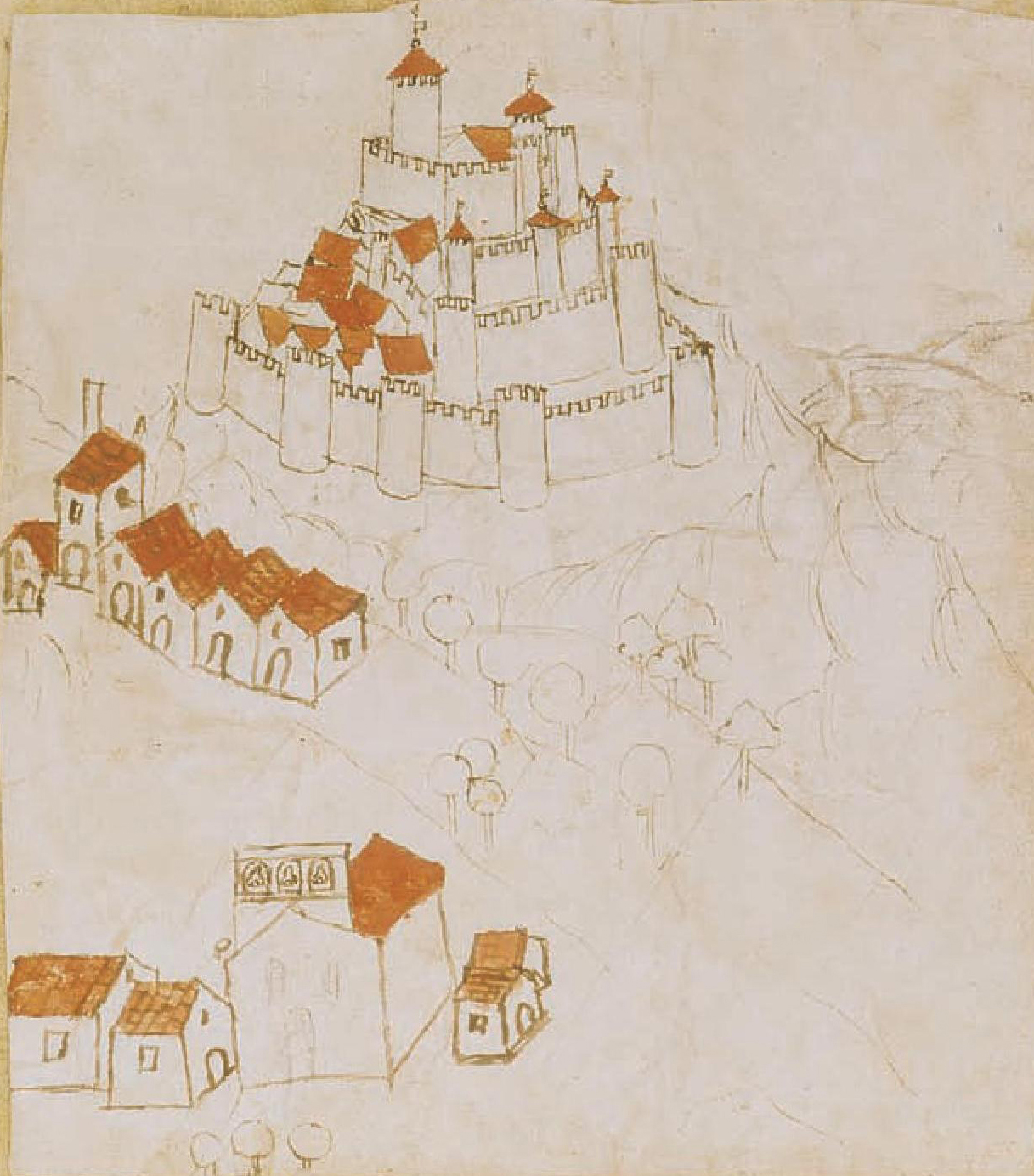
Le château de Couzan (1450)
Armorial de Guillaume Revel.

Sur chaque face de la pierre sont gravés des visages entourés d'un soleil. Elle servait dit-on de mesure à céréales ; chaque paysan devait au seigneur une partie de sa récolte qu'il jetait dans la dîme. Les années de bonnes récoltes, représentées par un soleil souriant et les années de famine par un soleil grimaçant.
Cette pierre a inspiré en 1971 l'emblème de la commune de Sail-sous-Couzan, la tête solaire.
- XIe siècle : la famille de Semur (Damas) fait construire le premier poste de défense.
- XVe siècle : la famille de Lévis reprend la forteresse, à la suite du mariage en 1428[14] d'Eustache de Levis avec Alix de Couzan, fille de Hugues VI, baron de Damas-Couzan, dit « Hugues VI de Damas ».
- Jean de Lévis-Cousan (mort après 1494), institué héritier universel de sa mère en 1459, à la charge de porter les nom et armes de Cousan, clause observée par ses descendants, seigneur de Cousan en 1469 souche de la branche des Lévis-Cousan[15], marié en premières noces avec Marie de Lavieu, fille de Guigues de Lavieu, seigneur de Feugerolles, Chalain-le-Comtal, Poleymieux et Curèze, et en secondes noces avec Louise de Breschard de Bressolles, fille d'Antoine de Breschard de Bessolles, sénéchal du Bourbonnais, et veuve de Charles de Lavieu,
- Jean II de Lévis-Lavieu (mort en 1533), fils du précédent, seigneur de Lugny, marié en 1508 avec Adrienne Damas, fille de Jean II Damas, seigneur de Marcilly, et d'Anne de Digoine. Anne de France, duchesse douairière de Bourbon, l'a nommé bailli du Forez, capitaine des château et ville de Montbrison, ce qui l'a conduit à présider l'assemblée des trois États du pays et comté de Forez, le 15 décembre 1517[16],
- Gabriel de Lévis-Lavieu (mort en 1553), frère du précédent, seigneur de Cousan, marié en 1525 marié à Anne de Joyeuse, fille de Louis de Joyeuse (mort en 1498), seigneur de Bothéon en Forez, et de Jeanne de Bourbon, sans descendance, il teste en faveur de son neveu Claude de Lévis-Lavieu,
- Claude de Lévis-Lavieu (1520-1553), fils de Jean II de Lévis-Lavieu, baron de Lugny, héritier de son oncle Gabriel de Lévis-Lavieu, marié en 1541 à Hilaire des Prez, fille d'Antoine Des Prez, maréchal de France[17],
- Pierre de Lévis-Lavieu, fils du précédent, baron de Cousan, marié à Marguerite de Rostaing (1556-1612), sans descendance,
- Jacques de Lévis-Lavieu (mort vers 1616), son frère, baron de Cousan, marié en premières noces à Paule de Gaste, et en secondes noces à Louise de Rivoire. Pendant les guerres de religion, il défend le Forez contre les Protestants, et Montbrison, en 1589. Il échappe à la mort pendant une embuscade, en 1594. Il a dépensé presque toute sa fortune pendant ces guerres. Il fait son testament en 1616 faisant de Balthazar de Lévis-Cousan son héritier universel,
- Marguerite de Lévis-Cousan, du premier mariage de Jacques de Lévis-Lavieu, mariée en 1602 à Louis IV d'Urgel, (1578-1654), marquis de Saint-Priest en Jarez, seigneur de Saint-Étienne,
- Balthazar de Lévis-Lavieu (mort en 1619), du second mariage, baron de Cousan par le testament de son père, sans postérité,
- Gaspard de Lévis-Cousan, seigneur du Plessis, né du premier mariage, il fait un procès pour obtenir l'héritage de Balthazar de Lévis-Cousan qui est gagné par son beau-frère, Louis IV d'Urgel de Saint-Priest « marquis » de Saint-Priest-en-Jarez, seigneur de Saint-Étienne, qui s'était marié en premières noces, en 1602, à Marguerite de Lévis-Cousan, et, en secondes noces, en 1630, avec Gabrielle-Isabeau de La Rochefoucauld. Louis de Saint-Priest a désigné son neveu, Gilbert de Chalus, comme héritier de la baronnie de Cousan dans son testament du 26 août 1641. Gilbert de Chalus a vendu la baronnie de Cousan à Jean de Luzy, marquis de Pellissac (cf. Luzy), le 11 octobre 1656[18],
- XVIIe siècle : le château est acquis par la famille de Luzy. Cette dernière reprend le nom de marquis de Couzan et premier baron du Forez. Cette branche des Luzy s'éteint à la fin du XVIIIe siècle. Le château sera repris par Marthe de Luzy-Couzan, fille de Balthazar de Luzy-Couzan, qui épousera Antoine François de Thy de Milly. Le château restera dans la famille des comtes de Thy de Milly jusqu'en 1932.
- 1932 : acquisition par la société savante La Diana, qui entreprend de gros travaux de restauration, le château étant resté inhabité depuis la Révolution.

### Filmographie
On peut voir le château de Couzan dans un documentaire sur le Forez au Moyen Âge, commenté par l'historienne, médiéviste et ingénieur Marguerite Gonon : Le Moyen Âge réalisé par Jean-Michel Barjol, raconté par Marguerite Gonon, 1986 réédité en DVD en 2008.